# Konstantin Fiedler
Konstantin Fiedler, auch Constantin Fidler, Konstantin Fiedler (der Ältere) (* 6. März 1579 in Danzig; † 20. Oktober 1644 in Rostock) war ein deutscher evangelisch-lutherischer Geistlicher und Superintendent in Rostock.

## Leben
Konstantin Fiedler war ein Enkel des als Glaubensflüchtling aus der Schweiz nach Norddeutschland gekommenen Dichters Felix Fiedler († 1553) und Sohn des Arztes und späteren Stadtphysicus in Königsberg Valerius Fi[e]dler (1525–1595).
Er studierte Evangelische Theologie an den Universitäten Königsberg, Kopenhagen, Wittenberg, Jena, Leipzig, Tübingen und ab Dezember 1603 Rostock.  1609 erhielt er seine erste Pfarrstelle als Diaconus (3. Pastor) an der Rostocker Marienkirche. 1612 wurde er Archidiakon (2. Pastor) und 1614 (Haupt)pastor. Ab 1638 war er zugleich Superintendent des Kirchenkreises Rostock.
Fiedler wurde zum Stammvater einer Familie, die über Generationen Pastoren in Mecklenburg hervorbrachte. Er war zunächst seit 1609 verheiratet mit Margarethe Westphal (1589–1619), Tochter des Rostocker Pastors und Superintendenten Joachim Westphal; in zweiter Ehe heiratete er 1620 Katharine Battus († 1672), eine Tochter des Hofgerichtsadvokaten Levin Battus und Enkelin von Levinus Battus. Vier seiner Söhn wurden Pastoren: Valerius (1622–1657) in Diedrichshagen, Constantin in Malchin, Felix in Teterow und Levin (um 1638–1686) in Zettemin; auch zwei seiner Töchter heirateten Pastoren.
An ihn erinnert ein Gedächtnisbild (Kniestück) in der Marienkirche.